# くずアルバム
『くずアルバム』は、2003年3月26日にリリースされたくずの1stアルバム。

## 解説
くず唯一のアルバム。山口智充と親しい人物をゲストに迎えている。

## 収録曲
全作詞・作曲・編曲：ANIKI
1. ムーンライト
ゲスト:渡辺美里
シングルと異なりホーンなど取り入れたバンドバージョンになっている。
2. 風が吹いてる
ゲスト:宇多田ヒカル
3. お前からの手紙
ゲスト:甲斐よしひろ
4. 赤とんぼ
5. サンタになれなかった夜 ～くずなクリスマス～
シングル『生きてることってすばらしい』のカップリング。ボーカルが再録されている。
6. 明日は晴れ
ゲスト:西城秀樹
7. あの頃のままで
ゲスト:大友康平
8. 恋なんて
ゲスト:TERU&TAKURO（GLAY）
9. 虹がかかってた
ゲスト:佐野元春
「にじいろジーン」<KTV・CX系>のエンディングテーマ。のちに山口のソロアルバム『(有) 山口モータース』にてセルフカバー。
10. 生きてることってすばらしい 〜くずLIVE2002ライブ録音（2002年10月28日Zepp Tokyo）〜

## 参加ミュージシャン
- HIRO（宮迫博之）：ボーカル
- ANIKI（山口智充）
  - ボーカル
  - 全作詞・作曲・編曲
  - アコースティック・ギター (#1ｰ6.9)
  - 風 (#2)
  - ハーモニカ (#4.5)
  - DJ・佐野ニセハル・口笛 (#9)
- 庄田浩
  - ドラムス
  - ハンドクラップ (#8)
- 高砂圭司：ベース
- 西岡和哉
  - ギター (#1ｰ7.9.10)
  - リードギター、ハンドクラップ (#8)
- 森藤晶司
  - ピアノ (#1.3.4.5.10)
  - キーボード (#2.6)
  - オルガン (#3.4.5.7.8)
  - エレクトリックピアノ (#7.9)
  - ハンドクラップ (#8)
- 清水康弘：トランペット (#1.6.7.10)
- 宮本剣一：サックス (#1.2.6.7.10)
- 佐藤洋樹：トロンボーン (#1.6.7.10)
- 中山幸：パーカッション (#5.6)
- 塩田靖、増渕東：ハンドクラップ (#7)

### ゲスト出演
- 渡辺美里：コーラス (#1)
- 宇多田ヒカル：コーラス (#2)
- 甲斐よしひろ：コーラス (#3)
- 西城秀樹：ハ～ン (#6)
- 大友康平(HOUND DOG)：ホンモノ (#7)
- TERU (GLAY)：リードささやき (#8)
- TAKURO(GLAY)：リードキュイーン (#8)
- 佐野元春：ゲスト・合いの手 (#9)